# Ruth Ella Moore

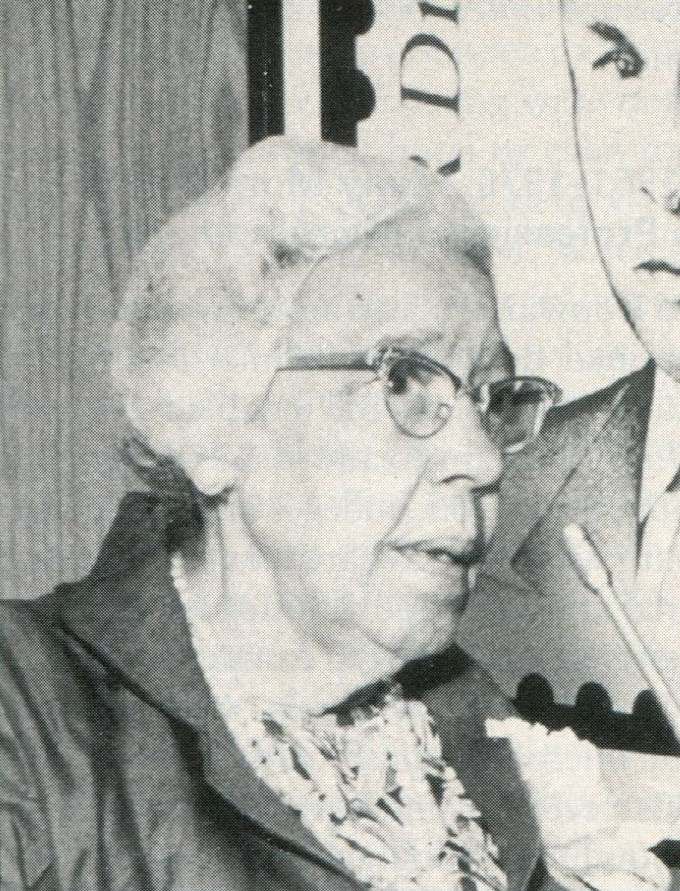
Ruth Ella Moore

Ruth Ella Moore (* 19. Mai 1903 in Columbus, Ohio, USA; † 19. Juli 1994 in Rockville (Maryland), USA) war eine US-amerikanische Bakteriologin und Hochschullehrerin. Sie war die erste Afroamerikanerin, die 1933 in Naturwissenschaften promovierte. Sie war Professorin an der Howard University, wo sie als erste Frau eine Abteilung leitete.

## Leben und Werk
Moore war eine Tochter von drei Kindern von William E. Moore und der Künstlerin Margaret Moore, die am Columbus College of Art & Design ausgebildet worden war. Moore studierte Naturwissenschaften an der Ohio State University, wo sie 1926 ihren Bachelor of Science und 1927 den Master of Science erhielt. Vor Beginn ihrer Promotion arbeitete sie als Teilzeitlehrerin an der Tennessee State University, wo sie Englisch und Hygiene unterrichtete, um ihren Lebensunterhalt zu verdienen. Sie promovierte 1933 als erste Afroamerikanerin in Bakteriologie und war damit die erste Afroamerikanerin, die in Naturwissenschaften promovierte. Ihre Dissertation trug den Titel: Studies on Dissoziation of Mycobacterium Tuberculosis: A New Method of Concentration on the Tubercule Bacilli as Applied to Sputum and Urine Examination. Zu der Zeit war Tuberkulose die zweithäufigste Todesursache in den Vereinigten Staaten.
Nach ihrem Abschluss begann sie an der Howard University Medical School zu unterrichten. Sie wurde 1940 Assistenzprofessorin und später außerordentliche Professorin an der Howard University. 1945 wurde sie zur stellvertretenden Vorsitzenden der Abteilung für Bakteriologie gewählt. 1952 leitete sie als die erste Frau eine Abteilung an der Howard University. Eine ihrer ersten Amtshandlungen als Leiterin war die Änderung des Abteilungsnamens von Abteilung für Bakteriologie in Abteilung für Mikrobiologie. 1957 trat Moore von ihrer Position als Lehrstuhlinhaberin zurück und forschte als emeritierte Professorin weiter, bis sie 1973 in den Ruhestand ging.
Sie starb 1994 im Alter von 91 Jahren in Rockville.
Moore veröffentlichte Forschungsarbeiten zu einer Reihe von Themen, darunter die Reaktion von Mikroorganismen im Darm auf Antibiotika, eine der ersten Forschungen zum Mikrobiom. Ihre Arbeiten wurde in mehreren wissenschaftlichen Zeitschriften veröffentlicht, darunter The Journal of the American Medical Association.
Sie war 1936 die erste Afroamerikanerin, die der American Society for Microbiology (ASM) beitrat. Die Jim-Crow-Gesetze schränkten sie bei der Teilnahme an Tagungen der American Society for Microbiology ein, insbesondere dort, wo eine Trennung in Hotels und Konferenzorten vorgeschrieben war. Einige Konferenzorte legten streng fest, in welchen Räumen sich afroamerikanische Teilnehmer aufhalten durften, und erlaubten ihnen nicht, auf dem Gelände zu Mittag zu essen.
Moore war bekannt für ihre handgefertigte, stilvolle Kleidung. 2009 wurden einige ihrer Kleidungsstücke in einer Ausstellung der Ohio State Historic Costume & Textiles Collection gezeigt.

## Mitgliedschaften
- American Society for Microbiology (ASM)
- American Association of Science
- American Public Health Association
- American Society of Immunology

## Auszeichnungen und Ehrungen
- Centennial Award for Distinguished Alumni der Ohio State University
- Magnificent Professor Award der Howard University
- 1973: Ehrendoktorwürde Gettysburg College
- 1973: Ehrendoktorwürde Oberlin College
- 2022: Diversity Hall of Fame des Staates Ohio
- 2005 verabschiedete das Repräsentantenhaus der Vereinigten Staaten posthum ein Gesetz, das Moore und andere afroamerikanische Vorreiterinnen im MINT-Bereich für ihre Beiträge ehrt[9]
- Die Howard University vergibt den Ruth E. Moore and Lloyd H. Newman Service Award[10]

## Veröffentlichungen (Auswahl)
- Distribution of blood factors, ABO, MN and Rh in a group of American Negroes. American Journal of Physical Anthropology. 13 (1), 1957, S. 121–128.
- Occurrence of Rh antigen V in a group of American Negroes. Journal of the American Medical Association. 163 (7), 1957, S. 544–545.
- Discussion - The Immunology of Dental Caries. The Dentoscope: Journal of the Howard University College of Dentistry. 18 (1): Article 2., 1938.
- mit M. S. Briscoe, Dewey E. Puckett: The Sensitivity to Antibiotics of Microorganisms Isolated from the Gut of "Blaberus caniifer" Burmeister. AIBS Bulletin 13 (6), 1936, S. 27.